# Château de Nuremberg
Le château de Nuremberg, construit au XIe siècle, est l'une des plus importantes forteresses d'Allemagne et le signe de la ville de Nuremberg. Château impérial (Reichsburg) pendant cinq siècles ainsi que le siège des burgraves de Nuremberg, de nombreux empereurs et rois des Romains y ont séjourné. 

## Localisation

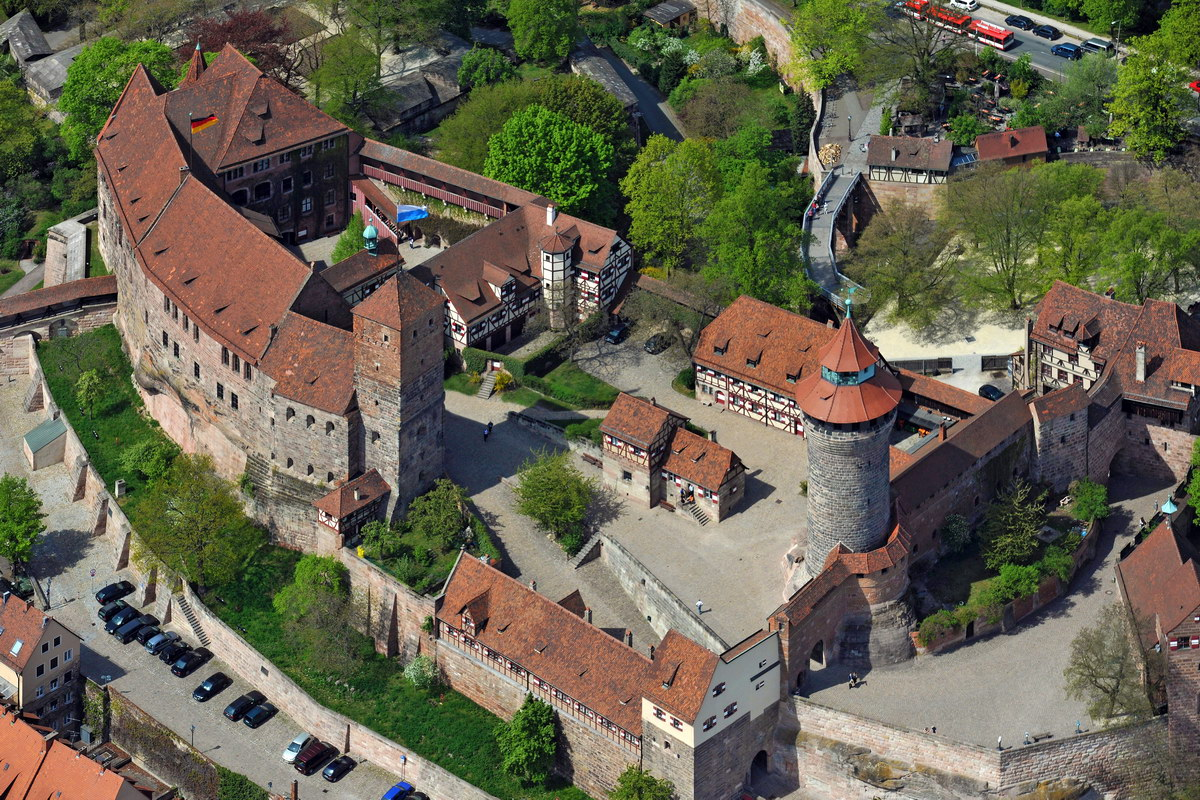
Vue aérienne.

Le vaste château se dresse sur un rocher escarpé de grès au-dessus de la vieille-ville au nord de la rivière Pegnitz, comme partie intégrante des remparts de Nuremberg. 
La forteresse médiévale est divisée en trois parties : les vestiges de l'ancienne résidence des burgraves de Nuremberg (Burggrafenburg) au centre, le château des empereurs (Kaiserburg) à l'ouest, et des bâtiments de la ville impériale de Nuremberg à l'est.

## Historique

### Fondation
Les plus ancienens fondations du château remontent à l'an mille, lorsque la zone faisait partie du domaine royal situé entre les palais à Altdorf et à Fürth. Un premier château impérial de style roman fut construit dans la première moitié du XIe siècle sous le règne de la dynastie franconienne. En 1050, l'empereur Henri III établit un acte au lieu de nuorenberc ; de là, il part en campagne contre la Bohême et l'Hongrie. 
Le château lui-même est mentionné pour la première fois en 1105, lorsque Henri V, roi des Romains l'a conquis au cours du conflit avec son père l'empereur Henri IV. Pour mieux protéger le domaine royal, le burgraviat de Nuremberg a été confié au comtes autrichiens de Raabs. 

### Maison de Hohenstaufen
En 1127, le roi Lothaire de Supplinbourg y assiégea l'anti-roi Conrad III de Hohenstaufen et son frère le duc Frédéric II de Souabe - bien que sans succès. Il ne peut s'emparer de la forteresse qu'en 1030 pour le remettre à son beau-fils Henri le Superbe. Après l'élection de Conrad II en tant que roi des Romains, en 1138, la forteresse reviendra finalement à la maison de Hohenstaufen. 
À partir de 1140, Conrad fit reconstruire le château des empereurs, afin d'établir une base de pouvoir dans les pays franconiens. Après que la lignée des burgraves s'éteint en 1191, le comte souabe Frédéric III de Zollern est nommé le successeur, le premier seigneur de Nuremberg issu de la maison de Hohenzollern. Néanmoins, le pouvoir des burgraves sur la ville diminue progressivement, du point que l'empereur Frédéric II de Hohenstaufen lui a accordé l'immédiateté impériale en 1219, la rendant de fait une ville d'Empire indépendante. 

### Burgraves de Nuremberg

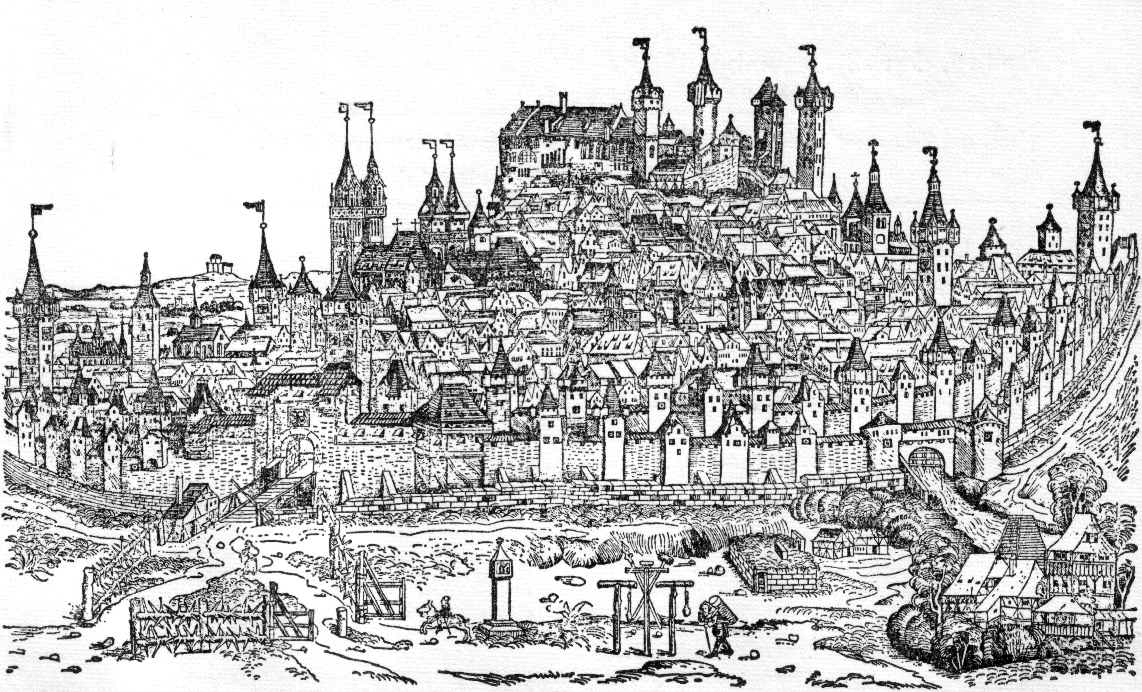
Vue du château, La Chronique de Nuremberg (1493).

Selon une légende célèbre, le baron-bandit Eppelein von Gailingen, prisonnier du burgrave Frédéric V, a réussi à fuir le château en galopant contre le mur et en forçant son cheval à sauter par-dessus les douves.
Après deux sieclès de conflit avec les citoyens de Nuremberg, la puissance des burgraves était anéantie depuis l'occupation du château par les troupes du duc Louis VII de Bavière au cours de la guerre de Bavière, en 1420. Le dernier burgrave Frédéric VI, de toute façon inféodé avec l'électorat de Brandebourg en 1415, le vend au conseil de la ville en 1427 et se retire dans son château à Cadolzburg. Les terrioires des Hohenzollern en Franconie ont été les bases des principautés d'Ansbach et de Kulmbach nouvellement créés.

### Château représentatif
L'ancien château des burgraves, presque totalement détruit, a été reconstruit en tant que partie des remparts de Nuremberg durant les croisades contre les hussites et des bastions ont été ajoutés entre 1538 et 1545, dont l'aspect actuel remonte aux XVe et XVIe siècles. Le palais impérial a été réaménagé pour faire face aux exigences de l'empereur Charles Quint ; son frère Ferdinand Ier fit agrandir la demeure encore une fois en 1559/1560.
La forteresse a néanmoins perdu de son importance. Pendant la guerre de Trente Ans, la ville de Nuremberg a fait l'objet d'une longue lutte culminant à la bataille d'Alte Veste en 1632, bien qu'elle n'a pas été conquise. À partir de 1663, toutes les session de la Diète d'Empire ont lieu à Ratisbonne (« Diète perpétuelle d'Empire »). 
Après la dissolution du Saint-Empire en 1806, la ville et le château de Nuremberg font partie du nouveau royaume de Bavière. À partir de 1834, le roi Louis Ier fit conserver et reconstruire la forteresse, sous la dircetion des architects comme August von Voit.

## Description
De la cour extérieure et du donjon, haut de 30 mètres, on a une vue exceptionnelle sur les toits très pentus et les tours de la vieille ville. Dans la cour voisine, un puits profond fut creusé à même la roche jusqu'à 50 mètres de profondeur.
La double chapelle romane impériale du Kaiser dispose d'une galerie d'où l'empereur pouvait voir sa suite assemblée.